# Pour moi et ma mie
Pour moi et ma mie (titre original : For Me and My Gal) est un film musical de 1942 réalisé par Busby Berkeley avec dans les rôles principaux, Judy Garland, Gene Kelly et George Murphy.

## Fiche technique
- Titre original : For Me and My Gal
- Titre français : Pour moi et ma mie
- Réalisation : Busby Berkeley
- Scénario : Howard Emmett Rogers & Richard Sherman
- Photographie : William H. Daniels
- Montage : Ben Lewis
- Direction artistique : Cedric Gibbons et Gabriel Scognamillo
- Décors : Edwin B. Willis et F. Keogh Gleason
- Costumes : Robert Kalloch et Gile Steele
- Producteur : Arthur Freed
- Sociétés de production : Leow's & Metro-Goldwyn-Mayer
- Pays d'origine : États-Unis
- Langue : Anglais
- Format : Noir et blanc — 35 mm — 1,37:1 — Son : Mono (Western Electric Sound System)
- Genre : Film musical, romance
- Durée : 104 minutes
- Dates de sortie : 
  - États-Unis : 21 octobre 1942

## Distribution
- Judy Garland : Jo Hayden
- George Murphy : Jimmy K. Metcalf
- Gene Kelly : Harry Palmer
- Martha Eggerth : Eve Minard
- Ben Blue : Sid Simms
- Stephen McNally : M. Waring

Et, parmi les acteurs non crédités :
- Walter Baldwin : Bill, le plaisantin à la gare
- George Davis : un chauffeur de taxi
- Robert Homans : le portier du palace new-yorkais
- Nestor Paiva : Nick, gérant du café
- Lucille Norman : Lily Duncan

## Musiques
- For Me and My Gal
- musique de George W. Meyer
- paroles de Edgar Leslie & E. Ray Goetz

- Oh, You Beautiful Doll
- musique de Nat Ayer
- paroles de Seymour Brown